# Bartolomeo Guidiccioni
Bartolomeo kardinal Guidiccioni, italijanski rimskokatoliški duhovnik, škof in kardinal, * 1469, Lucca, † 4. november 1549, Rim.

## Življenjepis
19. decembra 1539 je bil povzdignjen v kardinala.
Junija 1546 je bil imenovan za škofa Lucce.